# Pérignat-lès-Sarliève
Pérignat-lès-Sarliève est une commune française située dans le département du Puy-de-Dôme, en région Auvergne-Rhône-Alpes. Elle fait partie de l'aire urbaine de Clermont-Ferrand.
Ses habitants sont appelés les Pérignatois et les Pérignatoises.

## Géographie

### Localisation
Pérignat-lès-Sarliève se situe en Auvergne-Rhône-Alpes, à 6,3 km au sud-est de l'ancienne capitale régionale Clermont-Ferrand, plus précisément au pied du plateau de Gergovie, au centre du département du Puy-de-Dôme.
Les communes limitrophes sont Aubière, Cournon-d'Auvergne, La Roche-Blanche et Romagnat.
Quatre communes sont limitrophes :
| Aubière  |                       |                    |
| Romagnat | Pérignat-lès-Sarliève | Cournon-d'Auvergne |
|          | La Roche-Blanche      |                    |

### Voies de communication et transports

#### Voies routières

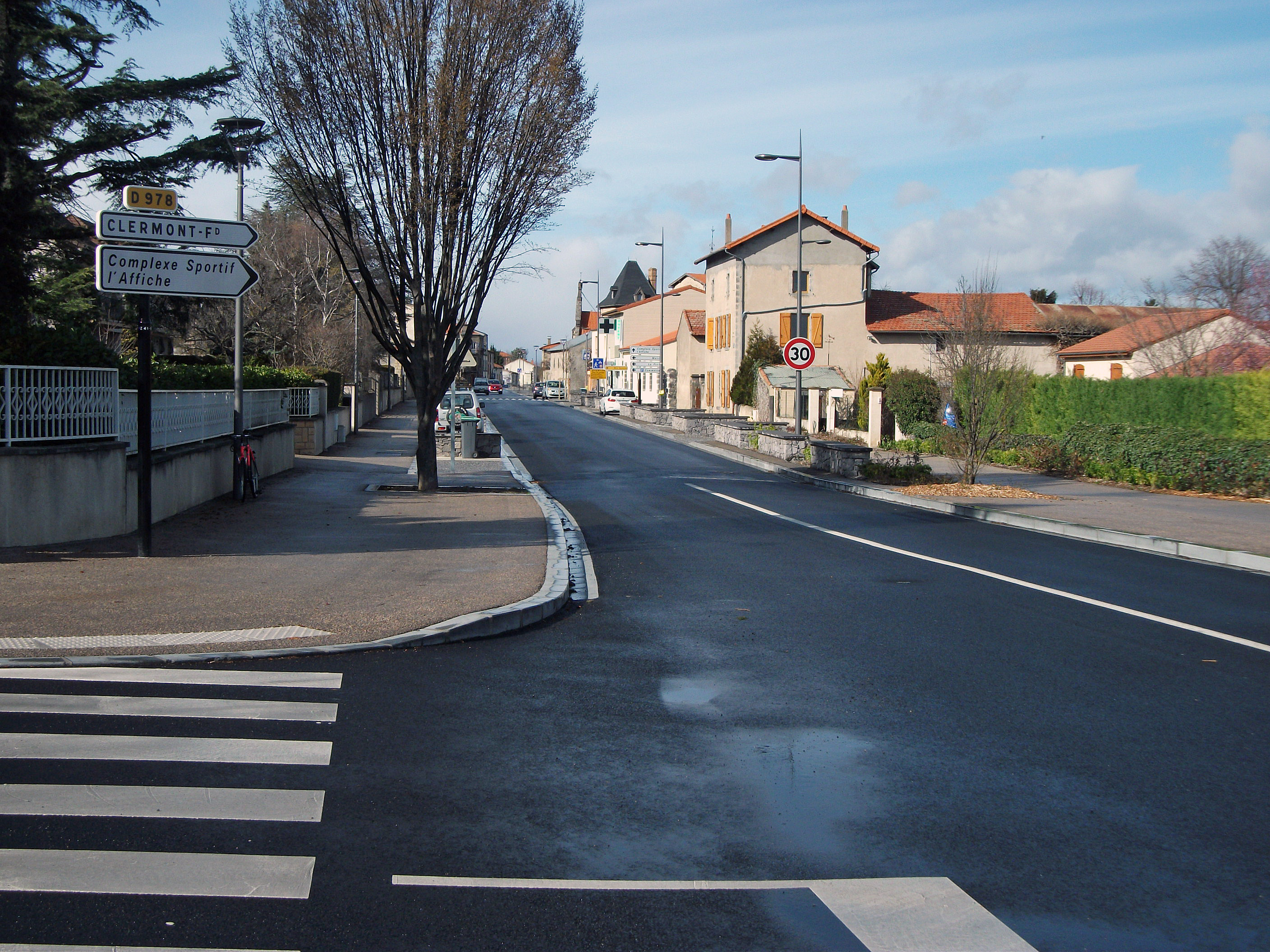
La route départementale 978 (en 2016) traverse le centre de la commune.

Pérignat-lès-Sarliève est accessible par l'autoroute A75 surnommée la Méridienne. Un échangeur, situé à l'est du territoire communal, débouche sur la route métropolitaine 137 reliant le centre de la commune (au moyen d'un carrefour giratoire) à Cournon-d'Auvergne via la Grande Halle et le Zénith d'Auvergne.
Le centre-bourg est traversé par la route métropolitaine 978 (historiquement la route nationale 9).

#### Transports en commun
La commune est desservie par la ligne 13 du réseau de transports en commun T2C, reliant les hauts de Chamalières au terminus situé aux Horts, à la limite sud de la commune. Cette ligne permet de se rendre dans le centre-ville de Clermont-Ferrand ; toutefois, la desserte de Pérignat n'est assurée qu'aux heures de pointe (un service de transport à la demande est proposé aux heures creuses), avec cinq arrêts (six depuis le 9 décembre 2019) : Sounely Gravins, Église de Pérignat, Croix Notre-Dame, Bonneval, Pommeraie et Les Horts.
La gare ferroviaire la plus proche est celle de Sarliève - Cournon, à Cournon-d'Auvergne.

### Climat
Pour des articles plus généraux, voir Climat d'Auvergne-Rhône-Alpes et Climat du Puy-de-Dôme.
En 2010, le climat de la commune est de type climat océanique dégradé des plaines du Centre et du Nord, selon une étude du Centre national de la recherche scientifique s'appuyant sur une série de données couvrant la période 1971-2000. En 2020, Météo-France publie une typologie des climats de la France métropolitaine dans laquelle la commune est exposée à un climat de montagne ou de marges de montagne et est dans la région climatique Nord-est du Massif Central, caractérisée par une pluviométrie annuelle de 800 à 1 200 mm, bien répartie dans l’année.
Pour la période 1971-2000, la température annuelle moyenne est de 11,1 °C, avec une amplitude thermique annuelle de 16,3 °C. Le cumul annuel moyen de précipitations est de 697 mm, avec 8,3 jours de précipitations en janvier et 6,6 jours en juillet. Pour la période 1991-2020, la température moyenne annuelle observée sur la station météorologique de Météo-France la plus proche, « Clermont-Ferrand », sur la commune de Clermont-Ferrand à 7 km à vol d'oiseau, est de 12,1 °C et le cumul annuel moyen de précipitations est de 563,4 mm,. Pour l'avenir, les paramètres climatiques de la commune estimés pour 2050 selon différents scénarios d'émission de gaz à effet de serre sont consultables sur un site dédié publié par Météo-France en novembre 2022.

## Urbanisme

### Typologie
Au 1er janvier 2024, Pérignat-lès-Sarliève est catégorisée ceinture urbaine, selon la nouvelle grille communale de densité à sept niveaux définie par l'Insee en 2022.
Elle appartient à l'unité urbaine de Pérignat-lès-Sarliève, une unité urbaine monocommunale constituant une ville isolée,. Par ailleurs la commune fait partie de l'aire d'attraction de Clermont-Ferrand, dont elle est une commune de la couronne,. Cette aire, qui regroupe 209 communes, est catégorisée dans les aires de 200 000 à moins de 700 000 habitants,.

### Occupation des sols
L'occupation des sols de la commune, telle qu'elle ressort de la base de données européenne d’occupation biophysique des sols Corine Land Cover (CLC), est marquée par l'importance des territoires agricoles (59,5 % en 2018), en diminution par rapport à 1990 (74,4 %). La répartition détaillée en 2018 est la suivante : zones urbanisées (31,4 %), zones agricoles hétérogènes (24,6 %), terres arables (19,1 %), prairies (9,3 %), espaces verts artificialisés, non agricoles (6,5 %), cultures permanentes (6,5 %), forêts (2,7 %). L'évolution de l’occupation des sols de la commune et de ses infrastructures peut être observée sur les différentes représentations cartographiques du territoire : la carte de Cassini (XVIIIe siècle), la carte d'état-major (1820-1866) et les cartes ou photos aériennes de l'IGN pour la période actuelle (1950 à aujourd'hui).

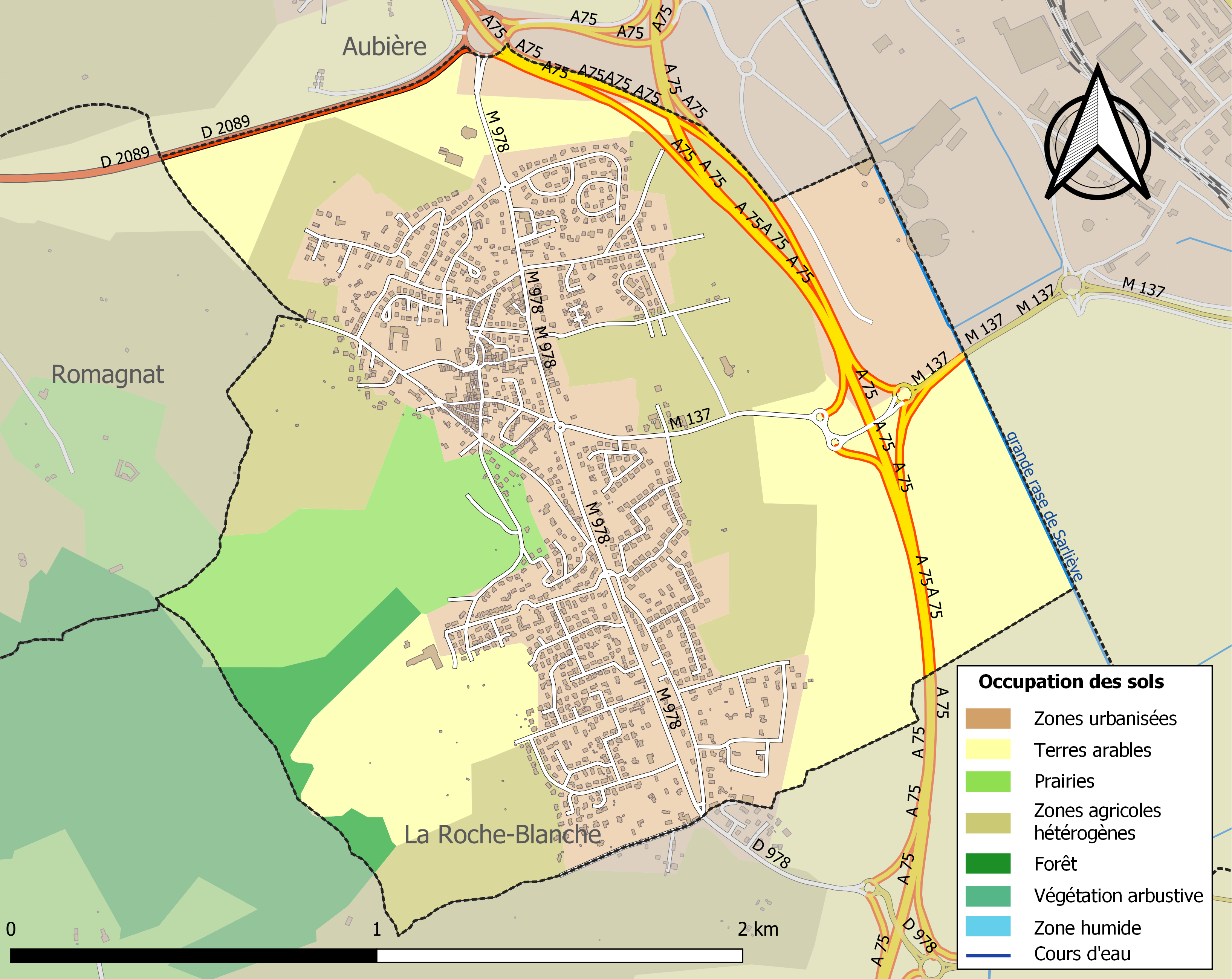
Carte des infrastructures et de l'occupation des sols de la commune en 2018 (CLC).

### Zonages d'études
Selon les zonages d'étude définis par l'Insee, Pérignat-lès-Sarliève dépend de l'aire urbaine, de la zone d'emploi et du bassin de vie de Clermont-Ferrand. L'unité urbaine de Pérignat-lès-Sarliève étant composée d'une seule commune, celle-ci est considérée comme une ville isolée.

### Logement
En 2016, la commune comptait 1 224 logements, contre 1 143 en 2011. Parmi ces logements, 91,7 % étaient des résidences principales, 1,1 % des résidences secondaires et 7,2 % des logements vacants. Ces logements étaient pour 87,1 % d'entre eux des maisons individuelles et pour 12,7 % des appartements.
La proportion des résidences principales, propriétés de leurs occupants était de 77,7 %, en hausse sensible par rapport à 2011 (76,9 %). La part de logements HLM loués vides était de 4,1 % (contre 3,2 %).

### Risques naturels et technologiques
La commune est soumise aux risques de mouvements de terrain, au risque sismique à un niveau modéré, aux inondations, au retrait gonflement des argiles, au radon et au transport de matières dangereuses. Il n'existe pas de plan de prévention des risques. La commune s'est dotée d'un DICRIM en juin 2012.

## Toponymie
Successivement orthographiée Payrinhac (1240), Perinhac (1389), Peyrignac (1450), Pérignac (1560), Peyrignat (1687), Périnhat-lès-Sarliève (1786), Perrignat, Pérignat-près-Sarliève et enfin Pérignat-lès-Sarliève. Le village a aussi été appelé Pérignat-Petit (1877) ou le Petit Pérignat (1714) pour le distinguer de Pérignat-sur-Allier,.

## Histoire
Des fouilles archéologiques attestent d’un peuplement remontant au néolithique.
La paroisse devient commune en 1789 mais est rattachée à Aubière en 1793 dont elle se sépare à nouveau en 1873.

## Politique et administration

### Découpage territorial
À sa création, en 1873, Pérignat-lès-Sarliève est rattachée au canton de Clermont-Sud (qui deviendra Clermont-Ferrand-Sud), puis en 1982 au canton d'Aubière, ce dernier n'étant pas modifié par le redécoupage des cantons du département en 2015.

### Tendances politiques et résultats
Aux élections municipales de 2014, le maire sortant, Pierre Riol, a été élu au second tour avec 50,85 % des voix ; le taux de participation est de 67,58 %.

### Administration municipale
Le conseil municipal est composé, depuis les élections municipales de 2020, de 23 membres, dont cinq adjoints.
| Période                                  | Période                   | Identité              | Étiquette | Qualité |
| ---------------------------------------- | ------------------------- | --------------------- | --------- | --- |
| Les données manquantes sont à compléter. |                           |                       |           | |
| septembre 1873                           | mai 1888                  | Émile Thibaud         |           | Ancien peintre-verrier, premier maire de la commune                                                                             |
| 1888                                     | 1900                      | Jules Depailler       |           | |
| 1900                                     | 1929                      | Marien Pezant         |           | |
| 1929                                     | 1935                      | Marius Blanchot       |           | |
| 1935                                     | 1940                      | Antoine Jauriat       |           | |
| 1940                                     | 1944                      | Antoine Vannaire      |           | fait fonction |
| 1944                                     | 1945                      | Antoine Dorat         |           | sur désignation |
| 1945                                     | 1946                      | Antoine Dorat         |           | |
| 1946                                     | 1947                      | Antoine Bodeveix      |           | |
| 1947                                     | 1959                      | Marcel Magard         |           | |
| 1959                                     | 1977                      | Pierre-Charles Dorier |           | |
| mars 1977                                | mars 1983                 | Robert Darpoux        | DVG       | |
| 1983                                     | 2001                      | Antoine Berthon       |           | |
| mars 2001                                | 23 mai 2020               | Pierre Riol           | DVD       | Chirurgien-dentiste Conseiller départemental du canton d'Aubière (depuis 2015) 4e vice-président de Clermont Auvergne Métropole |
| 23 mai 2020                              | En cours (au 28 mai 2020) | Éric Grenet           | SE        | Agent bancaire, ancien adjoint au maire                                                                                         |

## Équipements et services publics

### Eau et assainissement
Les compétences eau et assainissement sont assurées par Clermont Auvergne Métropole.

### Enseignement
Pérignat-lès-Sarliève dépend de l'académie de Clermont-Ferrand. Elle gère les écoles maternelle et élémentaire publiques Jules-Ferry.
Les élèves poursuivent leur scolarité au collège Joliot-Curie d'Aubière, puis à Clermont-Ferrand, aux lycées Blaise-Pascal ou Jeanne-d'Arc.

### Culture
Le centre culturel L'Affiche, installé au nord de la commune, est un lieu d'organisation de spectacles ou de manifestations diverses.
Une bibliothèque associative se trouve dans le bâtiment de la mairie.

## Population et société

### Démographie

#### Évolution démographique
L'évolution du nombre d'habitants est connue à travers les recensements de la population effectués dans la commune depuis 1876. Pour les communes de moins de 10 000 habitants, une enquête de recensement portant sur toute la population est réalisée tous les cinq ans, les populations de référence des années intermédiaires étant quant à elles estimées par interpolation ou extrapolation. Pour la commune, le premier recensement exhaustif entrant dans le cadre du nouveau dispositif a été réalisé en 2005.

En 2022, la commune comptait 2 875 habitants, en évolution de +7,48 % par rapport à 2016 (Puy-de-Dôme : +2,1 %, France hors Mayotte : +2,11 %).
| 1876 | 1881 | 1886 | 1891 | 1896 | 1901 | 1906 | 1911 | 1921 |
| ---- | ---- | ---- | ---- | ---- | ---- | ---- | ---- | ---- |
| 436  | 423  | 465  | 445  | 410  | 395  | 373  | 363  | 306  |

| 1926 | 1931 | 1936 | 1946 | 1954 | 1962 | 1968 | 1975  | 1982  |
| ---- | ---- | ---- | ---- | ---- | ---- | ---- | ----- | ----- |
| 421  | 339  | 351  | 396  | 518  | 590  | 789  | 1 277 | 1 445 |

| 1990  | 1999  | 2005  | 2006  | 2010  | 2015  | 2020  | 2022  | - |
| ----- | ----- | ----- | ----- | ----- | ----- | ----- | ----- | - |
| 1 716 | 2 221 | 2 553 | 2 604 | 2 696 | 2 614 | 2 718 | 2 875 | - |

#### Pyramide des âges
En 2018, le taux de personnes d'un âge inférieur à 30 ans s'élève à 29,4 %, soit en dessous de la moyenne départementale (34,2 %). À l'inverse, le taux de personnes d'âge supérieur à 60 ans est de 31,0 % la même année, alors qu'il est de 27,9 % au niveau départemental.
En 2018, la commune comptait 1 303 hommes pour 1 390 femmes, soit un taux de 51,62 % de femmes, légèrement supérieur au taux départemental (51,59 %).
Les pyramides des âges de la commune et du département s'établissent comme suit.
| Hommes | Classe d’âge | Femmes |
| ------ | ------------ | ------ |
| 1,2    | 90 ou +      | 1,6    |
| 9,4    | 75-89 ans    | 12,8   |
| 18,3   | 60-74 ans    | 18,6   |
| 23,3   | 45-59 ans    | 23,1   |
| 16,3   | 30-44 ans    | 16,3   |
| 13,9   | 15-29 ans    | 11,3   |
| 17,6   | 0-14 ans     | 16,3   |

| Hommes | Classe d’âge | Femmes |
| ------ | ------------ | ------ |
| 0,7    | 90 ou +      | 2,1    |
| 7,4    | 75-89 ans    | 10,2   |
| 17,7   | 60-74 ans    | 18,6   |
| 20,2   | 45-59 ans    | 19,2   |
| 18,4   | 30-44 ans    | 17,4   |
| 18,6   | 15-29 ans    | 17,2   |
| 17     | 0-14 ans     | 15,3   |

### Sports
Il existe plusieurs associations sportives dans la commune : un club de football (Pérignat Football Club), un club de handball (Handball Ceyrat Pérignat), un club de judo (Judo Club Pérignatois, créé en 2001), un club de tennis, un club de volley-ball.

## Économie

### Emploi
En 2016, la population âgée de quinze à soixante-quatre ans s'élevait à 1 712 personnes, parmi lesquelles on comptait 75,8 % d'actifs dont 70,3 % ayant un emploi et 5,5 % de chômeurs.
On comptait 307 emplois dans la zone d'emploi. Le nombre d'actifs ayant un emploi résidant dans la zone étant de 1 221, l'indicateur de concentration d'emploi s'élève à 25,2 %, ce qui signifie que la commune offre un emploi pour quatre habitants actifs.
1 066 des 1 221 personnes âgées de quinze ans ou plus (soit 87,3 %) sont des salariés. 13,3 % des actifs travaillent dans la commune de résidence.

### Entreprises
Au 31 décembre 2017, Pérignat-lès-Sarliève comptait 141 entreprises : 6 dans l'industrie, 13 dans la construction, 37 dans le commerce, le transport, l'hébergement et la restauration, 46 dans les services aux entreprises et 39 dans les services aux particuliers.
En outre, elle comptait 149 établissements.

### Agriculture
Au recensement agricole de 2010, la commune comptait trois exploitations agricoles. Ce nombre est en nette diminution par rapport à 2000 (4) et à 1988 (15).
La superficie agricole utilisée sur ces exploitations était de 35 hectares en 2010, dont 4 ha allouées aux cultures permanentes.

### Tourisme
Au 1er janvier 2019, la commune comptait un hôtel quatre étoiles de 59 chambres.

## Culture et patrimoine

### Lieux et monuments
Pérignat-lès-Sarliève ne compte aucun édifice ou objet inscrit ou classé aux monuments historiques ou recensé à l'inventaire général du patrimoine culturel.
- Chapelle (XIe siècle)[40]
- Château, dépendances et parc : Le donjon du château remonterait au moyen-âge, et les extensions datent de la Renaissance. Au début du XVIIe siècle, Guy Durant, receveur général du taillon à Clermont acquiert la « terre de Pérignat » dont il fut seigneur dès 1617. La famille Durant reste présente dans les lieux pendant 180 ans, jusqu’au décès de Gabriel Hyppolite Durant de Juvisy, dernier seigneur de Pérignat . Les armes de la famille, "d'azur du cœur d'argent traversé d'une flèche de même et accompagné de trois roses aussi d'argent" sont visibles sur la porte du château et sur le porche d'entrée de la cour.  Les descendants de la famille Durant restent propriétaires du château jusqu’en 1940. Le château, ses dépendances ainsi que le parc ont été acquis par la commune en 1953. La Mairie s’installe dans le château en 1976[40],[41].
- ancienne église, devenue salle dédiée à la vie associative sous le nom de Salle Jean Jaurès.
- Église Saint-Michel, construite entre 1869 et 1870[41]. En mai 1947 la foudre détruit le clocher[22].
- deux lavoirs : l'un chemin de la Saulaie, l'autre place de lavandières (couvert en 1904, restauré en 2000)[40]
- quatre fontaines installées en 1879 : chemin de la Saulaie, Grande rue (à l’angle de la rue Emile Thibaud et de la rue Clos Notre Dame), près de l’ancienne église et enfin quartier des Babies[22],[40].
- pont bascule avenue de la République[40]
- four banal près de la Place Pierre Dorier (l'ancien four banal est démoli en 1930)[22],[40]

### Personnalités liées à la commune
- Alice Bodeveix, Championne de Monde en Savate Boxe française[42], réside à Pérignat.
- Renaud Lavillenie, perchiste (champion olympique 2012 avec un saut à 5,97 mètres), y réside depuis de nombreuses années. Le 15 février 2014, il bat à Donetsk, sous les yeux de Sergueï Bubka présent dans la salle, le record du monde en salle avec un saut de 6,16 m à son premier essai.
- Alphonse Maillot (1920, Ménilmontant - 5 décembre 2003, Pérignat-lès-Sarliève), ancien pasteur de l'Eglise Réformée de France (aujourd'hui EPUdF), auteur de nombreux livres de commentaire biblique ou de témoignages[43],[44],[45].
- Émile Thibaud (1806-1896), vitrailliste, maire de Pérignat-lès-Sarliève.
- Jean Henri Bancal des Issarts (1750-1826), fondateur du club des Jacobins de Clermont-Ferrand et membre du Conseil des Cinq-Cents, achète le domaine de Bonneval, en 1791. La famille Michelin rachète le domaine en 1928[40].

### Héraldique
| Blason de Pérignat-lès-Sarliève | Blason  | Taillé, au premier d'azur à trois roses d'argent boutonnées de gueules posées en barre, au second d'or à la grappe de raisin de gueules feuillée de sinople posée en pointe, au cœur d'argent traversé d'une flèche du même mise en barre, brochant sur le tout. |
| Blason de Pérignat-lès-Sarliève | Détails | Le statut officiel du blason reste à déterminer. |